# Поход Ермолова в Акушу
Поход Ермолова в Акушу (дарг. Ермоловла Ахъушализи архIя) — экспедиция российских войск под руководством командующего Отдельным грузинским корпусом генерала А. П. Ермолова к аулу Акуша, предпринятая в декабре 1819 года с целью присоединения Акушинского вольного общества к Российской империи.

## Предыстория
В годы русско-иранской войны 1804—1813 годов верхнедаргинские общества участвовали в сражениях на стороне Шейх-Али-хана, одного из самых главных противников Российской империи на Восточном Кавказе на тот момент. В январе 1809 года Шейх-Али-хан с помощью 5-тысячной армии акушинцев завладел Кубинским ханством. От персидского шаха и османов шли письма и деньги. Фирман турецкого султана Махмуд-хана II получили многие дагестанские владетели, в числе которых и акушинский кадий. 
В 1810 году Шейх-Али-хан с помощью горцев завладел на 4 месяца всей территорией Кубинского ханства. Но русский отряд разбил его отряд у села Чичи и преследовал его до Ерси, где он был разбит во второй раз, после чего вместе с зятем Абдуллой-беком попросил убежища в Акуша. 
Акушинцы приняли Шейх-Али-хана и оказали ему военную помощь, союз Акуша-Дарго превратился в один из центров неспокойствия в Дагестане и плацдарм дальнейшей политики Шейх-Али-хана, направленной как против царской экспансии, так и её сторонников в Дагестане. 
Казикумухский правитель Сурхай-хан II в 1811 году начал готовить решительный удар на Кубу, он писал письма и пытался привлечь даргинские общества на свою сторону. Шейх-Али-хану удалось склонить к этому акушинского кадия Абу-Бекра и собрать при его помощи 8-тысячную армию, состоящую из акушинцев, цудахарцев, сюргинцев, табасаран, мехтулинцев, также к ним присоединилась армия Сурхай-хана II.
Сурхай и Шейх-Али-хан захватили Табасаран. Вскоре они захватили и Кубинское ханство. Царский отряд был разбит. Но подоспевший на помощь генерал Хатунцев с двумя батальонами пехоты и конным полком у селения Рустов разбил войска Шейх-Али-хана. Бой длился 4 часа, Шейх-Али-хан оставив на поле боя до тысячи убитых и 30 знамён, отступил. В этом сражении погиб и акушинский кадий Абу-Бекр. 
В 1812 году Сурхай-хан II и старейшины Акуша-Дарго присягнули российскому императору, но акушинцы выдавать Шейх-али отказались из-за обычая куначества. 
Почти одновременно с подписанием Гюлистанского договора определились участники новых двух коалиций в Дагестане, к антироссийской коалиции примкнула Акуша-Дарго, подстрекаемая Шейх-Али, который проживал в то время в Акуше.
Ермолов считал, что «пока Акуша не будет окончательно под русским влиянием - дела наши в Дагестане можно считать только на пути к цели. Маленькие общества смотрели на Акуша во все глаза. Стоило ей покачнуться, как они разом стали на её сторону».

## Обстановка накануне похода
По мере усиления позиций России в Дагестане, среди горцев, подстрекаемых местной аристократией, росло и недовольство. В своих записках Ермолов вспоминает:

Акушинский народ, сильнейший в Дагестане и воинственный, подстрекаем будучи аварским ханом и более ещё беглым дербентским Ших-Али-ханом, которого укрывал у себя, и грузинским царевичем Александром, присылает к шамхалу старшин своих с требованием, чтобы, отказавшись от повиновения русским, присоединился он к нему и содействовал в предприемлемых им намерениях, или, в случае несогласия, выгонят его из владений. В подвластных своих примечал уже шамхал большое непослушание, и многие взяли сторону акушинцев— Записки Алексея Петровича Ермолова во время управления Грузией
В конце октября 1818 генерал Пестель с отрядом в 2000 человек вошёл в селение Башлы, принадлежащее кайтагскому уцмию. 23 октября вблизи Башлы появились отряды вооружённых горцев, численность которых, по царским источникам, достигала 20 000 бойцов. Это акушинцы с союзниками пришли на подмогу жителям села Башлы. Четыре дня прошли в непрерывных боях. Пестель был вынужден отступить к Дербенту. 17 аманатов взятых им в Башлы, были повешены по приказу Ермолова, а сам аул Башлы был позже сожжён дотла. 15 декабря 1818 года в рапорте на имя Александра I Ермолов пишет:

В заключение осмеливаюсь всеподданнейше донести, что народ акушинский надлежит смирить непременно, иначе веки вечные в Дагестане будут беспокойства, не будет сообщения Кавказской линии с Дербентом, без коего мы обойтись не можем, все прочие слабые народы увлекаемы всегда будут его внушением и мы во всегдашней будем необходимости прибегать к оружию, чего избавимся, раз его покоривши.— Рапорт командира Отдельного Грузинского корпуса генерала от инфантерии А. П. Ермолова Александру I о результатах карательных экспедиций в Дагестане и необходимости увеличения численности войск корпуса.
Произведя необходимые приготовления, Ермолов выступил в поход.

## Численность сторон
Согласно рапорту Ермолова, его основной отряд состоял из 9 батальонов пехоты: двух батальонов Апшеронского, 2 батальонов Тифлисского, 2 батальонов Куринского и 1 батальона Троицкого пехотных полков, 2 батальонов 42-го егерского полка, 400 казаков и артиллерии, количество которой в рапорте не указано. Кроме основных сил в распоряжении Ермолова находился отряд князя Мадатова, который действовал в авангарде, состоящий из 2 батальонов пехоты, 200 казаков и нескольких единиц артиллерии. Также в составе основного отряда находились 400 всадников дагестанской милиции, о которых Ермолов писал:

С мною находился шамхал, которому поручил я под начальство собранных по приказанию моему мехтулинцев, с коими соединил он своих подвластных. Не имел я ни малейшей надобности в сей сволочи, но потому приказал набрать оную, чтобы возродить за то вражду к ним акушинцев и поселить раздор, полезный на предбудущее время.— Записки Алексея Петровича Ермолова во время управления Грузией
Горцы не вели письменного учёта своим силам, поэтому документов, которые бы могли помочь установить их численность, не существует. Известно, что на подмогу акушинцам пришли другие дагестанские владетели со своими отрядами: койсубилинские народы, казикумухцы со старшим сыном Сурхай-сана и многие другие вольные общества Дагестана. А. П. Ермолов оценивал силы горцев в сражении под Акуша более чем в 20 000 человек. В. И. Потто пишет о войске до двадцати пяти тысяч. Из вождей, кроме акушинского кадия, замечены были уцмий каракайтагский Адиль-хан, Умалат-бек и Шейх-Али-хан Дербентский.

## Манёвры
Направляясь в Акушу, 14 ноября Ермолов со своим отрядом вступил в Тарки. Сильные метели задержали его там почти на две недели. Ожидая улучшения погоды, Ермолов собирал провиант готовясь к походу, а заодно получал сведения о численности вероятного противника. За это время и некоторые акушинские старшины посетили Тарки, пытаясь выведать численность сил Ермолова и серьёзность его намерений.
2 декабря отряд Ермолова выступил в поход. Неподалёку от села Кумторкала основной отряд Ермолова соединился в отрядом князя Мадатова, который прибыл из Карабудахкента. Объединённый отряд стал продвигаться вглубь в горы в сторону Акуши. Между тем, авангард под командованием князя Мадатова подошёл к аулу Урма, расположенного близ границы Акушинского общества.
16-го декабря к аулу Урма подошёл основной отряд. Артиллерия доставляла отряду немало хлопот: её приходилось поднимать волами. Поэтому, путь от Тарки до аула Урма протяжённостью около 70 километров занял почти две недели. Под аулом Урма Ермолов разбил свой лагерь, и стал проводить рекогносцировку.

17 числа декабря с тремя батальонами пехоты, 40 казаков и татарскою конницей, собранною в ханствах, обозрел я расположение неприятельское. Ряд довольно крутых возвышений занимали обширные его окопы, левый фланг оканчивался у укреплённых холмов, правый прилежал к тесному ущелью, по которому протекала речка. На другом берегу оной видны были отряды неприятеля, не довольно, однако же, сильные, чтобы воспретить нам овладеть весьма важными высотами, с которых удобно было охватить правое неприятельское крыло и устроить батареи на продолжении его линий, угрожая отнятием отступления, — с сей стороны определил я сделать нападение.— Рапорт командира Отдельного Грузинского корпуса генерала от инфантерии А. П. Ермолова начальнику главного штаба Е.И.В. Генералу от инфантерии П. М. Волконскому о результатах экспедиции в Акуша
В течение трёх дней Ермолов изучал местность предстоящего сражения, а в это время в лагерь для переговоров стали приезжать акушинские старшины, которые в свою очередь пытались понять насколько велика численность отряда Ермолова. Старшины уклонялись от прямых ответов, отвечали, что им нужно созвать собрание. Тем временем разведчикам Мадатова удалось найти тропинку в обход правого фланга горцев. Причём тропинка была такая, по которой можно было втащить артиллерию.

## Сражение

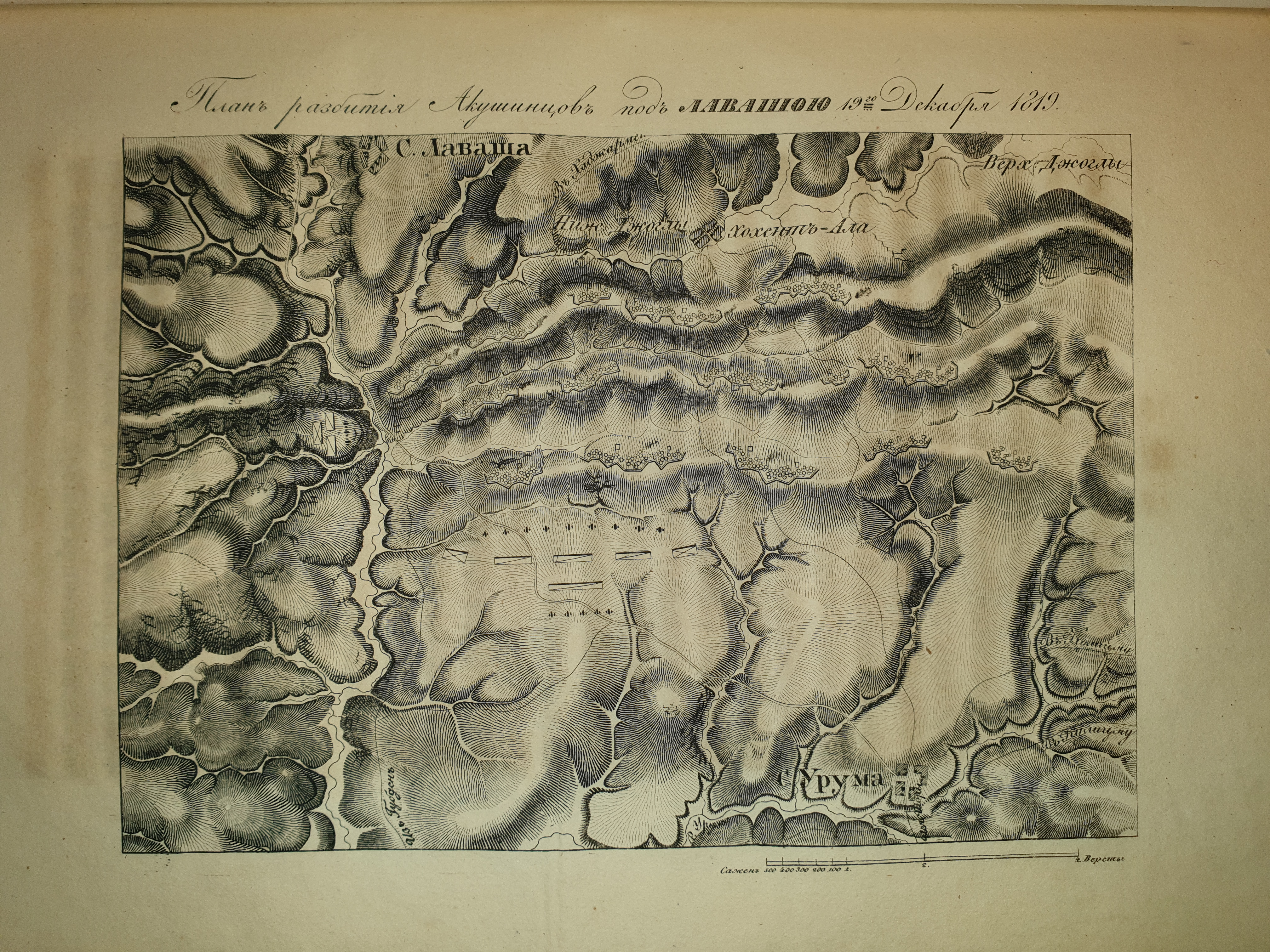
План сражения у Леваши

Силы акушинцев располагались на расстоянии примерно 8-ми километров от лагеря Ермолова вблизи аула Леваши. В ночь на 19-е декабря, отпустив акушинских парламентёров Ермолов дал команду на сбор. Основной отряд тихо и без шума выдвинулся в сторону укреплений акушинцев, приблизившись на расстояние пушечного выстрела.
В это время отряд князя Мадатова с 5-ю батальонами пехоты и 6-ю орудиями обошёл позиции горцев и закрепился близ правого фланга акушинцев.
С рассветом начался бой под аулом Леваши.
Когда утренний туман рассеялся, акушинцы увидели отряд князя Мадатова, который уже начинал обходить оконечность их правого фланга. Толпы акушинцев покинув свои укреплённые позиции, бросились защищать путь к аулу Леваши, где у многих из них находились их жёны, дети и имущество. Отряд Мадатова начал бой, обстреливая горцев из ружей и пушек. В это время Ермолов приказал своему отряду штурмовать окопы акушинцев. Акушинцы сражались отчаянно и оказали упорное сопротивление.
Анализируя ход сражения спустя много лет, в своих записках Ермолов писал:

Судя по твёрдости неприятельской позиции, я решался на довольно значительную потерю, и она конечно была бы таковою, если бы отряд генерал-майора князя Мадатова нашёл сопротивление при переправе и были заняты трудные места, которые прошёл он без выстрела. Но тогда уже встретил его неприятель, когда, воспользовавшись местоположением, мог он развернуть свои силы и уже начинал обходить конечность правого его крыла, после чего вскоре укрепления подверглись действию артиллерии. Сражение вообще продолжалось около двух часов. Неприятель не успел употребить четвёртой части сил своих: затруднения в переправе на правый берег реки не допустили обратить таковых, которые бы в состоянии были остановить успехи генерал-майора князя Мадатова, коего решительное и весьма быстрое движение было главнейшею причиною его бегства.— Записки Алексея Петровича Ермолова во время управления Грузией

## Потери сторон
Бой продолжался не более двух часов. Разгром акушинцев стоил победителям двух офицеров и двадцати восьми нижних чинов убитыми и ранеными.
Поскольку горцы не вели письменный учёт своим силам, говорить об их потерях можно лишь примерно. Василий Потто считал, что «потеря акушинцев при таких условиях не могла не быть громадной».

## Последствия
Переночевав в Леваши в ночь на 20-е декабря, отряд Ермолова двинулся дальше к Акуше. По пути в Акушу по приказанию Ермолова были разорены несколько сёл.

Во весь переход 20 числа декабря не видали мы неприятеля; посланные в разъезд партии открыли, что жители из всех деревень вывозят в горы свои семейства, угоняют стада. Конница наша взяла несколько пленных, отбила обозы и множество скота. В селениях находили имущество, которое жители спасти не успели.
Приказано было истреблять селения, и между прочими разорён прекраснейший городок до 800 домов, Уллу-Айя называемый. Отсюда с такою поспешностию бежали жители, что оставлено несколько грудных ребят. Разорение нужно было как памятник наказания гордого и никому доселе не покорствовавшего народа; нужно в наставление прочим народам, на коих одни примеры ужаса удобны наложить обуздание.

Многие старшины деревень пришли просить помилования; не только не тронуты деревни их, ниже не позволено войскам приближаться к оным, дабы не привести в страх жителей. На полях хлеб их, все заведения и стада их остались неприкосновенными. Великодушная пощада, которой не ожидали, истолковала акушинским народам, что одною покорностию могут снискать своё спасение, и уже многие являлись с уверенностию, что они найдут снисхождение.— Записки Алексея Петровича Ермолова во время управления Грузией
21 декабря отряд Ермолова подошёл к конечной цели похода — к аулу Акуша и занял его без боя. Население покинуло село, перебравшись в соседние горы. Вопреки ожиданиям, Ермолов дал приказ не разорять Акушу. Поля, стада, дома акушинцев остались нетронутыми. Акушинцы, расценив это как добрый знак, стали возвращаться в село. Ермолов пробыл в Акуше до 29-го декабря. В помещении сельской мечети старшины Акуша были приведены к присяге на верность российскому императору. В честь этого события был сделан 101 выстрел из пушек. Ермолов сменил акушинского кадия Мухаммада, назначив на пост пожилого акушинца по имени Зухум, который был кадием раньше и добровольно сложил с себя это звание. Акушинцы были вынуждены выдать 25 аманатов из самых влиятельных акушинских фамилий. Также акушинцы обязывались ежегодно выплачивать в казну налог в виде 2000 баранов, но уже в 1826 году Акуша-Дарго было освобождено от податей. По требованию Ермолова, акушинцами были выданы подоспевшие им на помощь мехтулинцы, во главе с Амалат-беком, которых ждала виселица.
Русский историк Василий Потто описывает случай, произошедший в момент принятия присяги акушинцами:

Торжество победы омрачено было лишь одним незначительным, в сущности, но неприятным эпизодом. В числе депутатов находился седой старый кадий селения Макачу (Мекеги). Что привлекло его сюда — трудно сказать. Но в ту минуту, когда всё пало ниц перед Ермоловым, он вышел вперёд и, остановившись в нескольких шагах, в самых дерзких выражениях стал говорить о том, что победа русских ничтожна, что акушинцы сильны, как прежде, и что Аллах пошлёт им победу. «Взгляни,- сказал он,- на эти горные тропы и утёсы и вспомни, что это те самые места, в которых была разбита и уничтожена нашими предками многочисленная армия государя, в десять раз сильнейшего против русского царя. Так можешь ли ты, после Надир-шаха, с горстью твоих солдат предписать нам законы…» Глаза его, как глаза дикого зверя, наливались кровью, рука судорожно дрожала, хватаясь за рукоять кинжала. "Я стоял ближе всех к генералу, — рассказывает Бегичев, — и опасаясь, чтобы фанатик в исступлении не бросился на него с кинжалом, вынул пистолет и держал его со взведённым курком наготове; многие также невольно положили руки на шашки. Ужас и недоумение выразились на лицах акушинских депутатов, не ожидавших ничего подобного. Но Ермолов остался спокойным и, опершись на саблю, слушал дерзкую речь изувера. Когда тот закончил, Ермолов грозно сдвинул брови и крикнул: «Взять его под арест!» Акушинцы схватили старого кадия. "Судите и накажите его сами, " — сказал Ермолов. Народный суд был недолог: озлобленные старшины тут же повалили кадия на землю и избили нагайками. Говорят, что кадий через несколько дней умер.— Кавказская война. Том 2. Ермоловское время XVI. Падение Акуши
До наших дней дошла даргинская народная песня о походе Ермолова, которую перевёл на русский язык Я. Козловский.

Согласно договору 1819 года, Акуша-Дарго приобрела статус некой нейтральной зоны, царские войска не могли располагаться и строить укрепления на землях Акуша-Дарго, также было сохранено кадийство. Этот нейтралитет в будущем в некоторой степени помогал имамату Шамиля, спасая его от полной экономической блокады, сторонники имамата могли спокойно вести торговлю через земли Акуша-Дарго, но русские пытались это пресечь. Клюки фон Клюгинау отмечал:
«Польза от нейтралитета даргинцев для Шамиля более важна, нежели жители... открыто надели бы белые чалмы»
В 1843 году Акуша-Дарго перешло на сторону Шамиля. Во время Шамхальского восстания 1843 года Акушинцы приняли участие в походе Шамиля на равнинные укрепления русских, с помощью акушинцев он смог уничтожить русскую базу Низовое. 
2 июня 1844 г. несколько отрядов горцев под командованием Кебед Мухаммада, Мухаммада Кади Акушинского, Аслана Кади Цудахарского и других наибов заняли селение Кака-Шура, а на следующий день, оставив часть войск против аула Доргели, где располагался авангард Дагестанского отряда в составе 5 батальонов, 6 орудий и 4 сотен казаков, двинулись основной массой к аулу Гелли. Командир Апшеронского полка генерал-майор Д. В. Пассек с семью ротами, четырьмя орудиями и четырьмя сотнями казаков преградил дорогу горцам. Недалеко от Кака-Шуры на открытом поле завязался упорный бой, и ввиду явного превосходства противника горцы отступили.
В последующие годы Акуша-Дарго после нескольких упорных сражений опять было захвачено, вследствие чего началось мухаджирство даргинских мюридов в имамат.